# فيزياء فلكية
الفيزياء الفلكية فرع من أفرع علم الفلك التي توظف مبادئ الفيزياء والكيمياء لدراسة طبيعة الأجسام الفلكية، فضلا عن مواقعها وحركتها في الفضاء. يدرس علم الفيزياء الفلكية أجساماً كالشمس، النجوم الأخرى، المجرات، كواكب النجوم الأخرى، الوسط البين-نجمي، وإشعاع الخلفية الكونية الميكروي. فيتم دراسة ما تصدره هذه الأجسام من إشعاعات عبر الطيف الكهرومغناطيسي بأكمله. كما يتم دراسة باقي خصائصها مثل السطوع، الكثافة، الحرارة، والتركيب الكيميائي. ولأن الفيزياء الفلكية علم شديد الاتساع، فإن الفيزيائيين الفلكيين كثيرا ما يطبقون العديد من أفرع الفيزياء، بما في ذلك الميكانيكا، الكهرومغناطيسية، الميكانيكا الإحصائية، الديناميكا الحرارية، الميكانيكا الكمية، النسبية، الفيزياء النووية وفيزياء الجسيمات، والفيزياء الذرية والجزيئية.
عمليا، تنطوي الأبحاث الفلكية الحديثة على قدر كبير من أفرع الفيزياء النظرية والرصدية. فبعض حقول الفيزياء الفلكية تتضمن محاولات لتحديد خصائص المادة المظلمة، الطاقة المظلمة، والثقوب السوداء، وما إذا كان السفر عبر الزمن ممكنا، أو إمكانية تكون ثقوب دودية، أو إمكانية وجود أكوان موازية، وكذلك أصل الكون وقدره المحتوم. كما تدرس الفيزياء الفلكية النظرية مواضيعاً مثل ولادة النظام الشمسي وتطوره (الديناميكا والتطور النجمي)، ولادة المجرات وتطورها، الهيدروديناميكا المغناطيسية (الأجرام الكبيرة في الكون)، أصل الأشعة الكونية، النسبية العامة والفيزياء الكونية، وكذلك فيزياء الأوتار الكونية وفيزياء الجسيمات الفلكية.

## التاريخ

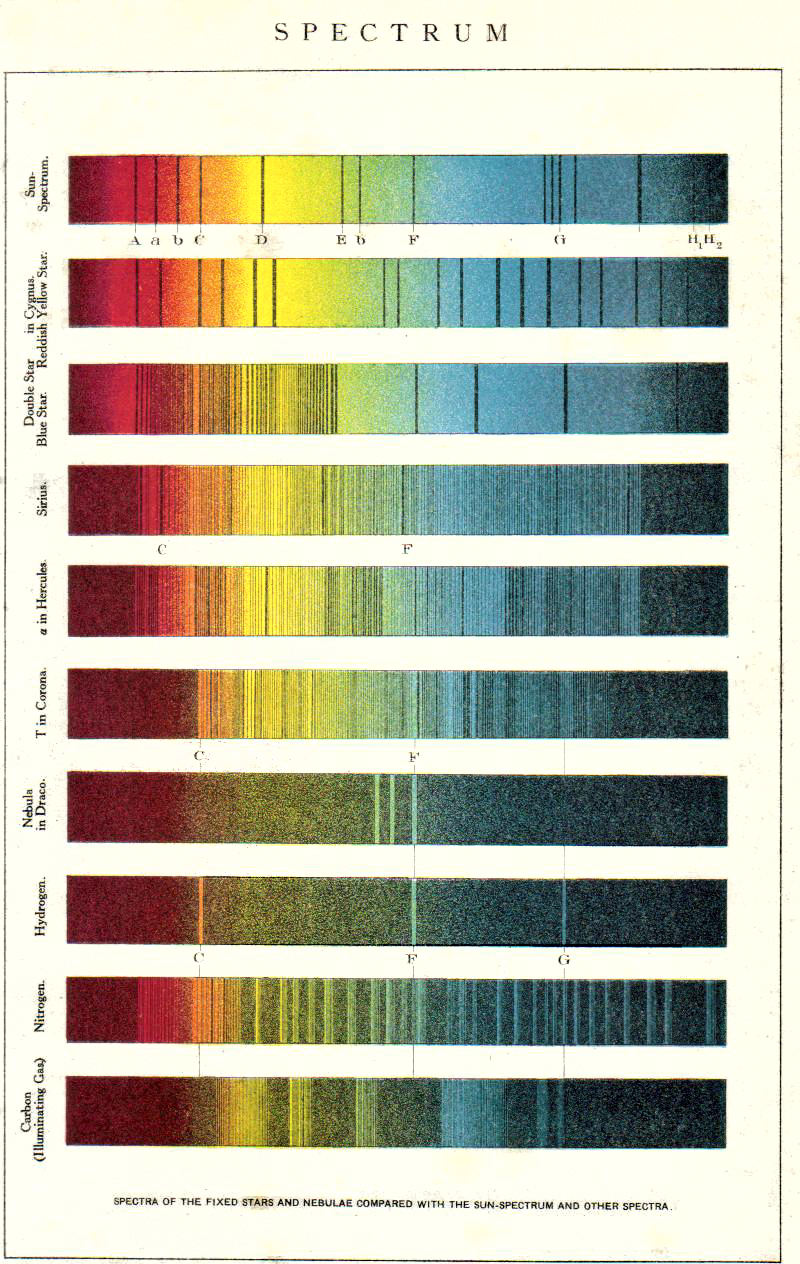
مقارنة من أوائل القرن العشرين بين أطياف العناصر، الشمس، والنجوم

رغم أن الفيزياء الفلكية قديمة قدم التاريخ المسجل ذاته، إلا أنها ظلت لوقت طويل في عزلة عن فيزياء الأرض. فوفقا للنظرة الأرسطية، اعتبرت الأجسام السماوية كرات لا تتغير، وتتخذ في حركتها مسارا دائريا منتظما، بينما اعتبر العالم الأرضي على أنه العالم الذي يخضع للنمو والاضمحلال، حيث تتخذ الحركة الطبيعية مسارها في خط مستقيم، وتتوقف حين يبلغ الجسم المتحرك هدفه. ومن ثم، تم اعتبار العالم السماوي على أنه مصنوع بشكل أساسي من مواد تختلف عن تلك التي تكوّن الأجسام الأرضية، سواء كانت النار كما عند أفلاطون، أو الأثير كما عند أرسطو. لكن مع حلول القرن السابع عشر، تبنى الفلاسفة الطبيعيون مثل غاليليو، ديكارت، ونيوتن رأيا بأن الأجسام السماوية والأرضية مصنوعة من مواد من نفس النوع وأنها تخضع لنفس القوانين الطبيعية. كان التحدي الذي واجه هؤلاء الفلاسفة هو انعدام وجود الأدوات اللازمة للبرهنة على صحة فرضياتهم.
ظلت أبحاث علم الفلك لشطر كبير من القرن التاسع عشر متمركزة حول روتين حساب مواقع وحركات الأجرام السماوية. وقد بدأ فرع جديد من علم الفلك بالظهور، والذي سمي بالفيزياء الفلكية لاحقا، عندما اكتشف ويليام هايد ولاستون وجوزيف فون فراونهوفر بشكل مستقل أنه عند تحليل الضوء القادم من الشمس، لوحظ أن هناك عدد كبير من الخطوط الداكنة في الطيف (مناطق يقل فيها الضوء أو ينعدم). وبحلول العام 1860، برهن الفيزيائي غوستاف كريتشوف والكيميائي روبرت بنزن على أن الخطوط الداكنة في الطيف الشمسي نظيرة للخطوط اللامعة في أطياف الغازات المعروفة، أي أن خطوطا محددة تدل على وجود عناصر كيميائية محددة في غلاف الشمس. وبذلك برهن العلماء على أن العناصر الكيميائية الموجودة في الشمس والنجوم موجودة أيضا في الأرض.
كان نورمان لوكير من بين العلماء الذين ساهموا في اتساع حقل دراسة الطيف الشمسي والنجمي، فقد حدد في عام 1868 الخطوط اللامعة والداكنة في الطيف الشمسي. فأثناء عمله مع الكيميائي إدوارد فرانكلاند على فحص طيف العناصر في درجات مختلفة من الحرارة والضغط، لم يجد أن الخط الأصفر في الطيف الشمسي يناظر أي عنصر معروف. وبذلك ادعى أن الخط يمثل عنصرا جديدا، أطلق عليه «الهيليوم»، وذلك تيمنا بهيليوس (إله الشمس في الميثولوجيا اليونانية).
في العام 1885، أنشأ إدوارد بيكرنج برنامجا طموحا للتصنيف الطيفي النجمي في مرصد هارفارد، حيث قام فريق من النسوة الحاسوبيات، من أشهرهن وليامانا فليمنغ، أنتونيا ماوري، وآني كانون، بتصنيف الطيف المسجل على ألواح فوتوغرافية. وبحلول عام 1890، تم إنجاز فهرس شمل ما يزيد عن 10000 نجم، وتم تصنيفهم في أكثر من ثلاثين مجموعة طيفية. وباتباع نهج بيكرنج، قام كانون عام 1924 بزيادة مجلدات الفهرس إلى تسعة مجلدات شملت ما يزيد عن ربع مليون نجم، مطورا بذلك تصنيف هارفارد النجمي الذي تم اعتماده عام 1922 في العالم بأكمله.
وفي عام 1895، أصدر جورج هيل وجيمس كيلر بصحبة مجموعة من المحررين المساعدين من أوروبا والولايات المتحدة «المجلة الفيزيائية الفلكية». وقد كان المقصد من إصدار المجلة أن يتم سد الفجوة بين مجلات الفيزياء والفلك لتكون هناك نقطة التقاء لنشر أبحاث التطبيقات الفلكية للمطياف، والأبحاث المختبرية المرتبطة ارتباطا وثيقا بالفيزياء الفلكية، والتي تتضمن قياس الأطوال الموجية للأطياف المعدنية والغازية وتجارب الإشعاع والامتصاص، والأبحاث المرتبطة بالنظريات حول الشمس، القمر، الكواكب، المذنبات، النيازك، والسدم، وكذلك أبحاث تجهيز التلسكوبات والمختبرات.
قرب العام 1920، وعقب اكتشاف رسم هرتزبرونغ-راسل الذي استخدم كأساس لتصنيف النجوم وتطورها، تنبأ آرثر إدنغتون باكتشاف ميكانيكية الاندماج النووي في النجوم في ورقته البحثية «بنية النجوم الداخلية». ففي ذلك الوقت، كان مصدر الطاقة النجمية لغزا كاملا، وقد أصاب إدغتون حينما تنبأ بأن مصدر تلك الطاقة هو الاندماج النووي للهيدروجين وتحوله بذلك إلى الهيليوم، مطلقا بذلك طاقة هائلة يتم حسابها وفقا لمعادلة آينشتاين E = mc2. كان ذلك تطورا استثنائيا بشكل خاص، ففي ذلك الوقت لم يكن معروفا أن الهيدروجين هو المكون الرئيسي للاندماج النووي والطاقة الحرارية النووية وحتى النجوم.
كتبت سيسيليا هيلينا باين عام 1925 أطروحة دكتوراة بكلية رادكليف قامت خلالها بتطبيق نظرية التأين على الأغلفة الجوية النجمية من أجل الربط بين التصنيفات الطيفية ودرجات حرارة النجوم. وبشكل أساسي، اكتشفت سيسيليا أن الهيدروجين والهيليوم هما المكون الرئيسي للنجوم. وعلى الرغم من فرضية إدنغتون، لم يكن هذا الاكتشاف متوقعا، لدرجة أن مراجعي أطروحتها أقنعوها بتعديل استنتاجاتها قبل النشر. لكن أبحاثا لاحقة أكدت صحة اكتشافها.
بنهاية القرن العشرين، اتسعت الدراسات الطيفية لتشمل الأطوال الموجية التي تمتد من موجات الراديو، مرورا بأطوال الموجات المرئية، الأشعة السينية، وغاما. وفي القرن الواحد والعشرين اتسعت لتشمل الرصد القائم على الموجات الثقالية.

## الفيزياء الفلكية الرصدية

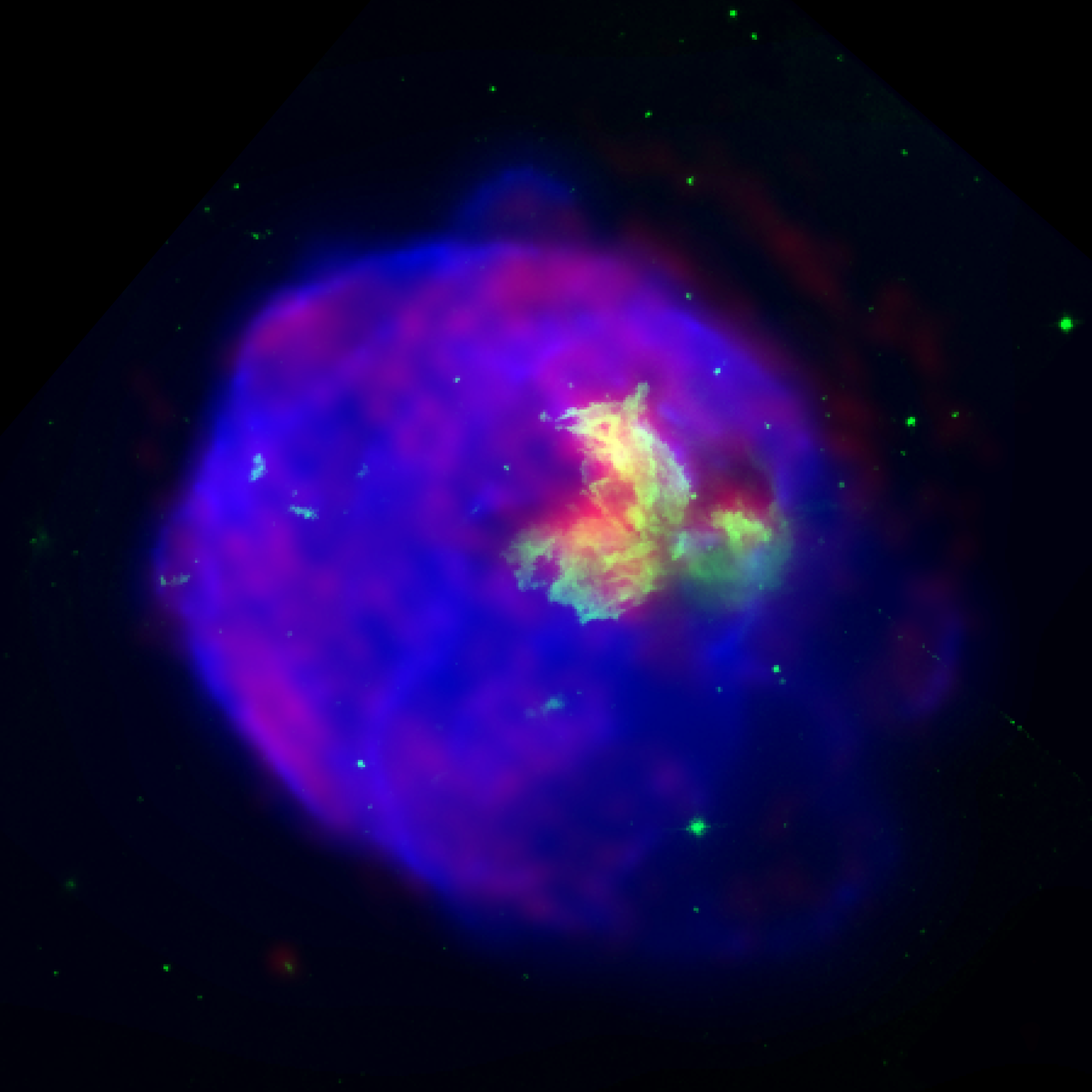
صورة لبقايا المستعر الأعظم LMC N 63A، ملتقطة بواسطة أطوال موجية لأشعة سينية (اللون الأزرق)، ضوئية (اللون الأخضر)، وراديوية (اللون الأحمر). الوهج الأزرق للأشعة السينية ناتج عن مواد تصل درجة حرارتها إلى 10 ملايين درجة مئوية بواسطة موجة صدمة ولدها انفجار المستعر الأعظم.

الفيزياء الفلكية الرصدية فرع من علم الفلك يتعلق، على عكس الفيزياء الفلكية النظرية، بتسجيل البيانات، ويتعلق بشكل رئيسي باكتشاف آثار ملموسة وقابلة للقياس للنماذج الفيزيائية. فهو علم يتعلق برصد ومراقبة الأجسام السماوية بواسطة التلسكوبات والمعدات الفلكية الأخرى. ويجرى معظم الرصد الخاص بالفيزياء الفلكية باستخدام الطيف الكهرومغناطيسي.
- يدرس علم الفلك الراديوي أشعة ذات طول موجي يزيد عن بضعة ملليمترات. ومن بين حقول دراسته موجات الراديو، والتي تنبعث عادة عن المواد الباردة مثل الغازات البين-نجمية وغمامات الغبار، إشعاع الخلفية الكونية الميكروي، والذي ينتج عن الانزياح الأحمر لضوء الانفجار العظيم، النجوم النابضة، والتي تم اكتشافها لأول مرة عند ترددات الموجات الميكروية. تحتاج دراسة هذه الموجات إلى تلسكوبات راديوية كبيرة جدا.
- يدرس علم فلك الأشعة تحت الحمراء أشعة ذات طول موجي يزيد كثيرا عن طول الإشعاعات المرئية الموجي، ويقل عن الطول الموجي للأشعة الراديوية. تجرى عمليات الرصد لهذا الفرع في العادة باستخدام تلسكوبات مشابهة للتلسكوبات البصرية. وفي العادة يتم دراسة الأجسام الأكثر برودة من النجوم (مثل الكواكب) عبر الترددات تحت الحمراء.
- علم الفلك البصري هو أقدم أفرع علم الفلك. ومعداته الأكثر شيوعا هي التلسكوبات المرتبطة بجهاز اقتران الشحنة أو مطياف بصري. يعيق غلاف الأرض الجوي الرصد البصري بعض الشيء، ولذلك تستخدم البصريات التكيّفيّة والتلسكوبات الفضائية للحصول على أعلى جودة ممكنة للصور الملتقطة. في مجال الطول الموجي للأشعة المرئية تكون النجوم واضحة بشكل كبير، وبالإمكان رصد الكثير من الأطياف الكيميائية واستخدامها في دراسة التركيب الكيميائي للنجوم و المجرات، والسدم.
- يدرس علم فلك الأشعة فوق البنفسجية، السينية، وغاما عمليات عالية الطاقة مثل تلك الخاصة بالنباضات الثنائية، الثقوب السوداء، النجوم المغناطيسية، وغيرها. لا تخترق مثل هذه الأشعة غلاف الأرض الجوي بشكل جيد. وهناك طريقتان يتم استخدامهما لرصد هذا الجزء من الطيف الكهرومغناطيسي وهي: التلسكوبات الفضائية، وتلسكوبات شيرنكوف الأرضية. من أمثلة النوع الأول من التلسكوبات مسبار روسي لتوقيت أشعة إكس (RXTE)، مرصد تشاندرا الفضائي للأشعة السينية، ومرصد كومبتون لأشعة غاما. ومن أمثلة النوع الثاني نظام التجسيم عالي الطاقة (H.E.S.S) وتلسكوبات شيرنكوف الرئيسية الأرضية لأشعة غاما (MAGIC).

فيما عدا الإشعاعات الكهرومغناطيسية، ثمة أشياء قليلة تنشأ بعيدا ويظل بإمكاننا رصدها من على سطح الأرض. من ضمنها بعض مراصد الموجات الثقالية صعبة الرصد، ومراصد النيوترينو التي بنيت خصيصا لدراسة شمسنا. كما يمكننا رصد الأشعة الكونية ذات الطاقة العالية جدا عندما تصطدم بغلاف الأرض الجوي.
تختلف المراصد عن بعضها أيضا في مقياس الوقت. فمعظم المراصد البصرية تأخذ ما بين دقائق إلى ساعات، ولذلك فالظاهرة المرصودة التي تتبدل بسرعة تزيد عن ذلك لن يتم رصدها بسهولة. ومع ذلك، فهناك بيانات تاريخية مسجلة عن بعض الظواهر التي تمتد عبر قرون أو آلاف السنين. وعلى الجانب الآخر، يمكن أن يقاس الزمن المستغرق في الرصد الراديوي بالملي ثانية (كنباض الملي ثانية) أو بجمع بيانات تم تسجيلها عبر سنوات (دراسات تباطؤ النباض). وتكون المعلومات المحصلة من مقاييس الزمن المختلفة هذه مختلفة كثيرا عن بعضها البعض.
لدى دراسة شمسنا منزلة خاصة في الفيزياء الفلكية الرصدية. فنظرا إلى المسافة الهائلة التي تفصلنا عن باقي النجوم، فإن رصدنا للشمس يكون مفصلا بشكل لا يضاهيه رصدنا لأي نجم آخر. كما أن فهمنا لنجمنا الخاص يعيننا على فهم النجوم الأخرى.
تتم نمذجة الطريقة التي تتغير أو تتطور بها النجوم في العادة بوضع أنواع النجوم المختلفة في أماكنها المحدة في رسم هرتزبرونغ-راسل، وبذلك يتم تمثيل حالة الجسم النجمي من ولادته وحتى اندثاره.

## الفيزياء الفلكية النظرية
تستخدم الفيزياء الفلكية النظرية قطاعا عريضا من الأدوات التي تتضمن نماذج تحليلية (كالنماذج البوليتروبية المستخدمة في تقريب سلوك أحد النجوم) ونماذج المحاكاة الحاسوبية العددية. ولكل من هذه الطرق مميزاته الخاصة. فالنماذج التحليلية مفضلة عموما في التقصي عن ما يحدث في قلب الحدث ذاته. وبإمكان النماذج الرقمية أن تكشف عن وجود ظاهرة وعن التأثيرات التي لم تكن لتحدث لولاها.